# Bagor Kulon
Bagor Kulon is een bestuurslaag in het regentschap Nganjuk van de provincie Oost-Java, Indonesië. Bagor Kulon telt 3301 inwoners (volkstelling 2010).